# Artrave: The Artpop Ball Tour
Artrave: The Artpop Ball (stylizováno na artRAVE The ARTPOP Ball) bylo čtvrté koncertní turné americké zpěvačky Lady Gaga, konané v datech 4. května až 24. listopadu 2014 na podporu jejího čtvrtého studiového alba Artpop (2013). Turné navázalo tam, kde skončilo předchozí Born This Way Ball Tour, které musela Lady Gaga zrušit kvůli zranění kyčle. V rámci tohoto turné vystoupila Lady Gaga 5. října 2014 v pražské O2 areně. Jednalo se již o druhý koncert této umělkyně v České republice.

## Původní setlist
1. intro
2. "ARTPOP"
3. "G.U.Y."
4. "Fashion!"
5. "Donatella"
6. "Venus"
7. "MANiCURE"
8. "Cake Like Lady Gaga"
9. "Just Dance"
10. "Poker Face"
11. "Telephone"
12. "Partynauseous"
13. "Paparazzi"
14. "Do What U Want"
15. "Born This Way"
16. "Jewels N' Drugs"
17. "Aura"
18. "Sexxx Dreams"
19. "Mary Jane Holland"
20. "Alejandro"
21. "Ratchet"
22. "Bad Romance"
23. "Applause"
24. "Swine"
25. "Gypsy"

## Upravený setlist v polovině americké části turné
1. intro
2. "ARTPOP"
3. "G.U.Y."
4. "Donatella"
5. "Venus"
6. "MANiCURE"
7. "Just Dance"
8. "Poker Face"
9. "Telephone"
10. "Partynauseous"
11. "Paparazzi"
12. "Do What U Want"
13. "Born This Way"
14. "The Edge Of Glory"
15. "Judas"
16. "Aura"
17. "Sexxx Dreams"
18. "Mary Jane Holland"
19. "Alejandro"
20. "Ratchet"
21. "Bad Romance"
22. "Applause"
23. "Swine"
24. "Gypsy"

## Setlist pro Asii a Oceánii a část Evropy
1. intro
2. "ARTPOP"
3. "G.U.Y."
4. "Donatella"
5. "Venus"
6. "MANiCURE"
7. "Just Dance"
8. "Poker Face"
9. "Telephone"
10. "Partynauseous"
11. "Paparazzi"
12. "Do What U Want"
13. "Dope"
14. "Born This Way"
15. "The Edge of Glory"
16. "Judas"
17. "Aura"
18. "Sexxx Dreams"
19. "Alejandro"
20. "Ratchet"
21. "Bad Romance"
22. "Applause"
23. "Swine"
24. "Gypsy"

## Konečný setlist
1. intro
2. "ARTPOP"
3. "G.U.Y."
4. "Donatella"
5. "Venus"
6. "MANiCURE"
7. "Just Dance"
8. "Poker Face"
9. "Telephone"
10. "Partynauseous"
11. "Paparazzi"
12. "Do What U Want"
13. "Born This Way"
14. "Dope"
15. "Yoü and I"
16. "Jewels N' Drugs"
17. "The Edge Of Glory"
18. "Judas"
19. "Aura"
20. "Sexxx Dreams"
21. "Mary Jane Holand"
22. "Alejandro"
23. "Bang Bang"
24. "Ratchet"
25. "Bad Romance"
26. "Applause"
27. "Swine"
28. "Gypsy"

## Seznam vystoupení
| Datum              | Město           | Stát                    | Místo vystoupení              | Předskokani                     | Návštěvnost               | Výdělek     |
| ------------------ | --------------- | ----------------------- | ----------------------------- | ------------------------------- | ------------------------- | ----------- |
| Severní Amerika    |                 |                         |                               |                                 |                           |             |
| 4. května 2014     | Fort Lauderdale | Spojené státy americké  | BB&T Center                   | Lady Starlight                  | 12,977 / 12,977           | $1,173,695  |
| 6. května 2014     | Atlanta         | Spojené státy americké  | Phillips Arena                | Lady Starlight Hatsune Miku     | 100%                      |             |
| 8. května 2014     | Pittsburgh      | Spojené státy americké  | Consol Energy Center          | Lady Starlight Hatsune Miku     | 100%                      |             |
| 10. května 2014    | Uncasville      | Spojené státy americké  | Mohegan Sun Arena             | Lady Starlight Hatsune Miku     | 100%                      |             |
| 12. května 2014    | Philadelphia    | Spojené státy americké  | Wells Fargo Center            | Lady Starlight Hatsune Miku     | 100%                      |             |
| 13. května 2014    | New York City   | Spojené státy americké  | Madison Square Garden         | Lady Starlight Hatsune Miku     | 100%                      |             |
| 15. května 2014    | Washington D.C. | Spojené státy americké  | Verizon Center                | Lady Starlight Hatsune Miku     | 100%                      |             |
| 17. května 2014    | Detroit         | Spojené státy americké  | Joe Louis Arena               | Lady Starlight Hatsune Miku     | 100%                      |             |
| 18. května 2014    | Cleveland       | Spojené státy americké  | Quicken Loans Arena           | Lady Starlight Hatsune Miku     | 100%                      |             |
| 20. května 2014    | St. Paul        | Spojené státy americké  | Xcel Energy Center            | Lady Starlight Hatsune Miku     | 100%                      |             |
| 22. května 2014    | Winnipeg        | Kanada                  | MTS Centre                    | Lady Starlight Hatsune Miku     | 100%                      |             |
| 25. května 2014    | Calgary         | Kanada                  | Scotiabank Saddledome         | Lady Starlight Hatsune Miku     | 100%                      |             |
| 26. května 2014    | Edmonton        | Kanada                  | Rexall Place                  | Lady Starlight Hatsune Miku     | 100%                      |             |
| 2. června 2014     | San Diego       | Spojené státy americké  | Viejas Arena                  | Lady Starlight Hatsune Miku     | 100%                      |             |
| 3. června 2014     | San José        | Spojené státy americké  | SAP Center at San Jose        | Lady Starlight Hatsune Miku     | -----                     |             |
| 26. června 2014    | Milwaukee       | Spojené státy americké  | Marcus Amphitheater           | Lady Starlight Crayon Pop       | 100%                      |             |
| 28. června 2014    | Atlantic City   | Spojené státy americké  | Boardwalk Hall                | Lady Starlight Crayon Pop       | 100%                      |             |
| 30. června 2014    | Boston          | Spojené státy americké  | TD Garden                     | Lady Starlight Crayon Pop       | 100%                      |             |
| 2. července 2014   | Montreal        | Kanada                  | Bell Centre                   | Lady Starlight Crayon Pop       | 100%                      |             |
| 4. července 2014   | Quebec City     | Kanada                  | Plains of Abraham             | N/A                             | N/A                       |             |
| 5. července 2014   | Ottawa          | Kanada                  | LeBreton Flats                | N/A                             | N/A                       |             |
| 7. července 2014   | Buffalo         | Spojené státy americké  | First Niagara Center          | Lady Starlight Crayon Pop       | 100%                      |             |
| 9. července 2014   | Toronto         | Kanada                  | Air Canada Centre             | Lady Starlight Crayon Pop       | 100%                      |             |
| 11. července 2014  | Chicago         | Spojené státy americké  | United Center                 | Lady Starlight Crayon Pop       | 100%                      |             |
| 14. července 2014  | San Antonio     | Spojené státy americké  | AT&T Center                   | Lady Starlight Crayon Pop       | 100%                      |             |
| 16. července 2014  | Houston         | Spojené státy americké  | Toyota Center                 | Lady Starlight Crayon Pop       | 100%                      |             |
| 17. července 2014  | Dallas          | Spojené státy americké  | American Airlines Center      | Lady Starlight Crayon Pop       | 100%                      |             |
| 19. července 2014  | Las Vegas       | Spojené státy americké  | MGM Grand Garden Arena        | Lady Starlight Crayon Pop       | 100%                      |             |
| 21. července 2014  | Los Angeles     | Spojené státy americké  | Staples Center                | Lady Starlight Crayon Pop       | 100%                      |             |
| 22. července 2014  | Los Angeles     | Spojené státy americké  | Staples Center                | Lady Starlight Crayon Pop       | 100%                      |             |
| 25. července 2015  | Atlanta         | Spojené státy americké  | Centennial Olympic Park       | N/A                             | N/A                       |             |
| 30. července 2014  | Phoenix         | Spojené státy americké  | US Airways Center             | Lady Starlight Babymetal        | 100%                      |             |
| 1. srpna 2014      | Las Vegas       | Spojené státy americké  | MGM Grand Garden Arena        | Lady Starlight Babymetal        | 100%                      |             |
| 2. srpna 2014      | Stateline       | Spojené státy americké  | Harveys Outdoor Arena         | Lady Starlight Babymetal        | 100%                      |             |
| 4. srpna 2014      | Salt Lake City  | Spojené státy americké  | EnergySolutions Arena         | Lady Starlight Babymetal        | 100%                      |             |
| 6. srpna 2014      | Denver          | Spojené státy americké  | Pepsi Center                  | Lady Starlight Babymetal        | 100%                      |             |
| 8. srpna 2014      | Seattle         | Spojené státy americké  | KeyArena                      | Lady Starlight                  | 100%                      |             |
| 9. srpna 2014      | Vancouver       | Kanada                  | Rogers Arena                  | Lady Starlight                  | 100%                      |             |
| Asie               |                 |                         |                               |                                 |                           |             |
| 13. srpna 2014     | Tokio           | Japonsko                | Chiba Marine Stadium          | Lady Starlight Momoiro Clover Z | 100%                      |             |
| 14. srpna 2014     | Tokio           | Japonsko                | Chiba Marine Stadium          | Lady Starlight Momoiro Clover Z | 100%                      |             |
| 16. srpna 2014     | Soul            | Jižní Korea             | Olympijský stadion            | N/A                             | N/A                       |             |
| Oceánie            |                 |                         |                               |                                 |                           |             |
| 20. srpna 2014     | Perth           | Austrálie               | Perth Arena                   | Lady Starlight                  | 100%                      |             |
| 23. srpna 2014     | Melbourne       | Austrálie               | Rod Laver Arena               | Lady Starlight                  | 100%                      |             |
| 24. srpna 2014     | Melbourne       | Austrálie               | Rod Laver Arena               | Lady Starlight                  | 100%                      |             |
| 26. srpna 2014     | Brisbane        | Austrálie               | Brisbane Entertainment Centre | Lady Starlight                  | 100%                      |             |
| 30. srpna 2014     | Sydney          | Austrálie               | Allphones Arena               | Lady Starlight                  | 100%                      |             |
| 31. srpna 2014     | Sydney          | Austrálie               | Allphones Arena               | Lady Starlight                  | 100%                      |             |
| Asie               |                 |                         |                               |                                 |                           |             |
| 10. září 2014      | Dubai           | Spojené arabské emiráty | Meydan Racecourse             | Lady Starlight                  | 8,365 / 8,365             | $1,835,201  |
| 13. září 2014      | Tel Aviv        | Izrael                  | Park Jarkon                   | Lady Starlight                  | 18,984 / 18,984           | $1,786,945  |
| Evropa             |                 |                         |                               |                                 |                           |             |
| 16. září 2014      | Instanbul       | Turecko                 | ITU Stadium                   | Lady Starlight Breedlove        | 19,157 / 19,157           | $1,123,106  |
| 19. září 2014      | Athény          | Řecko                   | Olympijský stadion            | Lady Starlight Breedlove        | 26,860 / 26,860           | $1,123,106  |
| 23. září 2014      | Antverpy        | Belgie                  | Sportpaleis                   | Lady Starlight Breedlove        | 15,188 / 15,188           | $1,394,133  |
| 24. září 2014      | Amsterdam       | Nizozemsko              | Ziggo Dome                    | Lady Starlight Breedlove        | 14,196 / 14,196           | $1,273,725  |
| 27. září 2014      | Herning         | Dánsko                  | Jyske Bank Boxen              | Lady Starlight Breedlove        | 10,534 / 10,534           | $916,980    |
| 29. září 2014      | Bærum           | Norsko                  | Telenor Arena                 | Lady Starlight Breedlove        | 8,948 / 8,948             | $708,509    |
| 30. září 2014      | Stockholm       | Švédsko                 | Ericsson Globe                | Lady Starlight Breedlove        |                           |             |
| 3. října 2014      | Hamburk         | Německo                 | O2 World Hamburg              | Lady Starlight Breedlove        | 11,430 / 11,430           | $1,094,202  |
| 5. října 2014      | Praha           | Česko                   | O2 Arena                      | Lady Starlight Breedlove        | 10,734 / 10,734           | $776,719    |
| 7. října 2014      | Kolín nad Rýnem | Německo                 | Lanxess Arena                 | Lady Starlight Breedlove        | 13,189 / 13,189           | $1,139,559  |
| 9. října 2014      | Berlín          | Německo                 | Mercedes-Benz Arena           | Lady Starlight Breedlove        | 10,555 / 10,555           | $950,331    |
| 15. října 2014     | Birmingham      | Anglie                  | Barclaycard Arena             | Lady Starlight Breedlove        | 12,092 / 12,092           | $1,329,847  |
| 17. října 2014     | Dublin          | Irsko                   | 3Arena                        | Lady Starlight Breedlove        | 11,497 / 11,497           | $1,117,109  |
| 19. října 2014     | Glasgow         | Skotsko                 | The SSE Hydro                 | Lady Starlight Breedlove        | 11,554 / 11,554           | $1,278,571  |
| 21. října 2014     | Manchaster      | Anglie                  | Phones 4u Arena               | Lady Starlight Breedlove        | 14,719 / 14,719           | $1,625,149  |
| 23. října 2014     | Londýn          | Anglie                  | O2 Arena                      | Lady Starlight Breedlove        | 42,845 / 42,845           | $4,631,817  |
| 25. října 2014     | Londýn          | Anglie                  | O2 Arena                      | Lady Starlight Breedlove        | 42,845 / 42,845           | $4,631,817  |
| 26. října 2014     | Londýn          | Anglie                  | O2 Arena                      | Lady Starlight Breedlove        | 42,845 / 42,845           | $4,631,817  |
| 30. října 2014     | Paříž           | Francie                 | Zénith de Paris               | Lady Starlight Breedlove        | 12,301 / 12,301           | $1,071,553  |
| 31. října 2014     | Paříž           | Francie                 | Zénith de Paris               | Lady Starlight Breedlove        | 12,301 / 12,301           | $1,071,553  |
| 2. listopadu 2014  | Vídeň           | Rakousko                | Wiener Stadthalle             | Lady Starlight Breedlove        | 11,586 / 13,598           | $1,055,678  |
| 4. listopadu 2014  | Milán           | Itálie                  | Mediolanum Forum              | Lady Starlight Breedlove        | 10,852 / 10,852           | $989,889    |
| 6. listopadu 2014  | Curych          | Švýcarsko               | Hallenstadion                 | Lady Starlight Breedlove        | 13,259 / 13,259           | $1,314,684  |
| 8. listopadu 2014  | Barcelona       | Španělsko               | Palau Sant Jordi              | Lady Starlight Breedlove        | 17,513 / 17,513           | $1,420,987  |
| 10. listopadu 2014 | Lisabon         | Portugalsko             | MEO Arena                     | Lady Starlight Breedlove        | 7,345 / 7,345             | $365,313    |
| 13. listopadu 2014 | Birmingham      | Anglie                  | Barclaycard Arena             | Lady Starlight Breedlove        | 6,129 / 6,129             | $455,781    |
| 16. listopadu 2014 | Glasgow         | Skotsko                 | The SSE Hydro                 | Lady Starlight Breedlove        | 10,403 / 10,403           | $681,824    |
| 20. listopadu 2014 | Sheffield       | Anglie                  | Motorpoint Arena Sheffield    | Lady Starlight Breedlove        | 11,528 / 11,528           | $672,004    |
| 22. listopadu 2014 | Newcastle       | Anglie                  | Metro Radio Arena             | Lady Starlight Breedlove        | 8,779 / 8,779             | $824,555    |
| 24. listopadu 2014 | Paříž           | Francie                 | AccorHotels Arena             | Lady Starlight Breedlove        | 13,018 / 13,018           | $1,249,746  |
| Celkem             | Celkem          | Celkem                  | Celkem                        | Lady Starlight Breedlove        | 920,088 / 926,988 (99,3%) | $83,040,746 |